# Saukko (ubåt, 1930)
Saukko var en finländsk ubåt som tjänstgjorde i den finländska marinen mellan 1939 och 1945. Ubåten konstruerades ursprungligen för att underskrida 100 ton, eftersom den var tänkt att användas i sjön Ladoga, men den slutliga konstruktionen överskred denna viktbegränsning. Enligt Tartufördraget av 1920 fick man inte använda krigsfartyg på mer än 100 ton i Ladogasjön. Ubåten kunde delas upp i två delar för järnvägstransport och tornet lyftes bort. Motorn blev i den bakre delen och batterierna i den främre delen.

## Byggandet av Saukko
Man började bygga Saukko 1928 vid Sandvikens Skeppsdocka och Mekaniska Verkstad i Helsingfors. Den konstruerades efter tyska ritningar för en Pu110-ubåt ("mindre, snabbt ihopsättbar ubåtsprototyp"). Ubåten sjösattes den 2 juli 1930 och båten var färdig den 16 december 1930. Vid färdigställandet var Saukko världens minsta ubåt med sitt deplacement om 99 ton. Saukkos besättning uppgick till 15 man. Det yttre skrovet var konstruerat för att tåla is.

## Saukkos skeden
Inledningsvis var det tänkt att man skulle överföra  Saukko till Lahdenpohja vid Ladoga med järnväg. Denna plan återtogs dock. Under krigen 1939–1940 och 1941–1944 deltog ubåten i operationer i Östersjön. I januari 1945 beordrade den allierade kontrollkommissionen den och alla andra övriga finländska ubåtar att desarmeras. Saukko lämnades vid Sveaborg tillsammans med de övriga stora ubåtarna ända fram till 1953, när den såldes för upphuggning till Belgien.